# Eta1 Hydri
Eta1 Hydri ( η1 Hydri, förkortat Eta1 Hyi,  η1 Hyi) som är stjärnans Bayerbeteckning, är en ensam stjärna belägen i den mellersta delen av stjärnbilden Lilla vattenormen. Den har en skenbar magnitud på 6,76 och är svagt synlig för blotta ögat där ljusföroreningar ej förekommer. Baserat på parallaxmätning inom Hipparcosuppdraget på ca 4,6 mas, beräknas den befinna sig på ett avstånd på ca 710 ljusår (ca 220 parsek) från solen. På det beräknade avståndet minskar stjärnans skenbara magnitud genom en skymningsfaktor på 0,10 enheter beroende på interstellärt stoft.

## Egenskaper
Eta1 Hydri är en blå till vit stjärna i huvudserien av spektralklass B9 V, som misstänkts vara variabel. Den har en radie som är ca 2,8 gånger större än solens och utsänder från dess fotosfär ca 91 gånger mera energi än solen vid en effektiv temperatur på ca 9 800 K.